# Damastes von Sigeion
Damastes von Sigeion (griechisch Δαμάστης Damástēs) war ein antiker griechischer Geschichtsschreiber. Er lebte im 5. Jahrhundert v. Chr.
Damastes wurde in Sigeion (Σίγειον) in der Troas geboren. Er war den Angaben des Lexikons Suda zufolge ein Zeitgenosse Herodots und ein Schüler des Hellanikos von Lesbos. Dadurch ergibt sich allerdings eine erhebliche zeitliche Diskrepanz, da Herodot am Anfang, Hellanikos hingegen am Ende des 5. Jahrhunderts v. Chr. wirkte. In der neueren Forschung wird er daher oft eher als Zeitgenosse des Thukydides angesehen.
Damastes schrieb insgesamt sechs Werke, deren Titel zumindest bekannt sind, darunter:
- Geschichte Griechenlands (Perì tôn en Helládi genoménon); dieses Werk scheint auch auf die Perserkriege eingegangen zu sein (Fragment 4).
- Über die Vorfahren und die Teilnehmer des Trojanischen Krieges (Peri goneon kai progonon ton eis Ilion strateusamenon)
- Völker- und Städtekatalog (ethnon katalogos kai poleon)

Alle Werke sind bis auf einige Fragmente verloren.

## Textausgabe
Die Fragmente der griechischen Historiker Nr. 5.